# 南京大屠杀的死亡人数

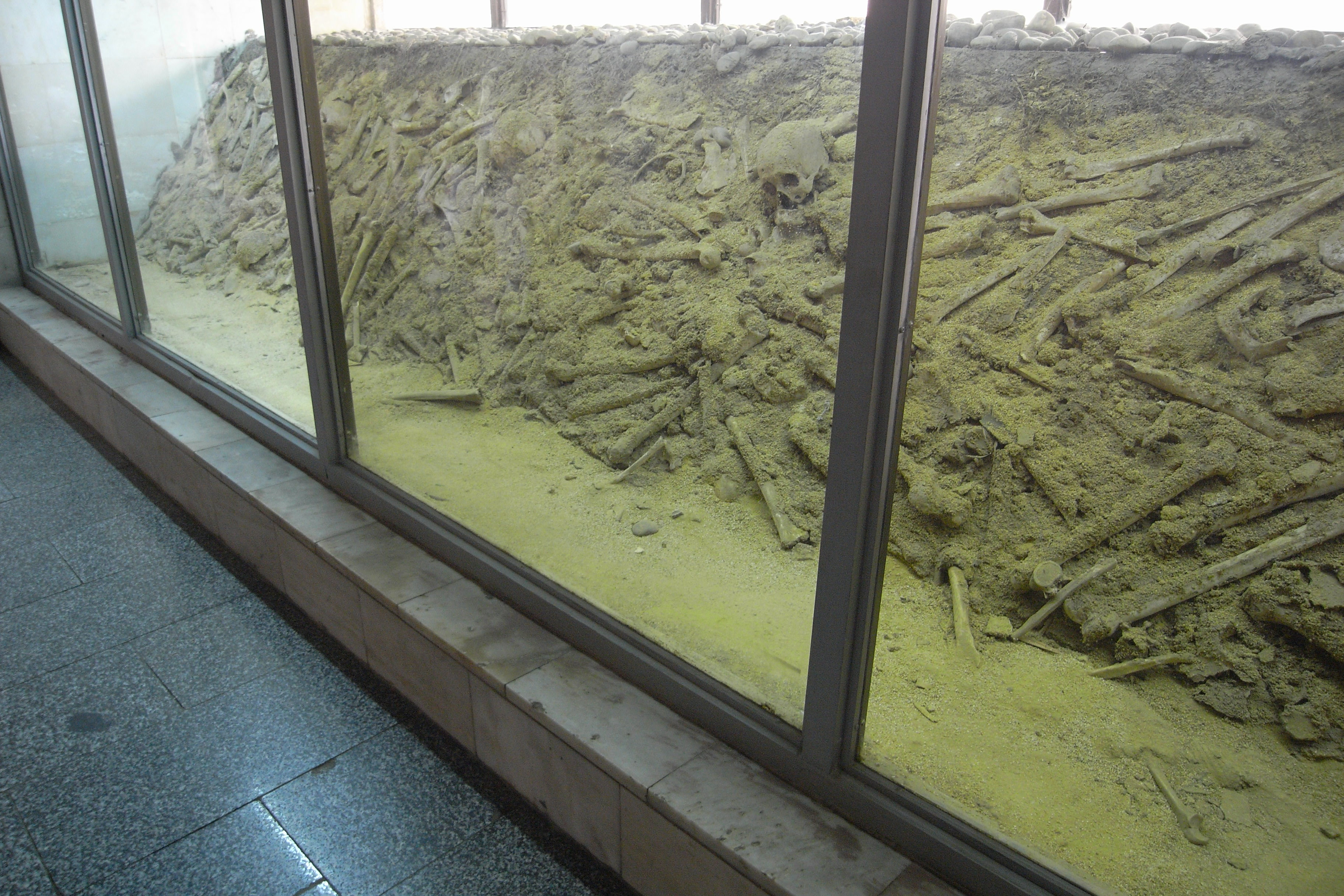
南京大屠杀中的萬人塚

南京大屠杀的总死亡人数在中国及日本史学界是一个备受争议的话题。中国抗日战争爆发后，日本帝国陆军从上海开赴中华民国首都南京，继1937年12月13日日军进入南京后有大量中国战俘和平民遭到屠杀，具体死亡人数不明。自20世纪60年代末第一部关于南京大屠杀的学术著作出版以来，估算大屠杀的大致死亡人数一直是学术辩论的主要议题。
历史学家提出了范围不等的数字，但除了对证据的不同解释外，在界定大屠杀的范围以及判定谁属于“大屠杀遇难者”方面依然困难重重。认为大屠杀发生的地理范围更大以及持续时间更长的学者往往对“大屠杀遇难者”的划分更为广泛，他们一般对死亡人数的估计较大。例如，历史学家秦郁彦估计的死亡人数为4万，他称南京大屠杀仅于1937年12月13日至1938年2月初发生在南京城，只有平民和解除武装的战俘应被列为“大屠杀遇难者”。相反地，历史学家笠原十九司估计的死亡人数接近20万，他论证道南京大屠杀于1937年12月4日至1938年3月底发生在南京及周边农村地区，一些在战场上牺牲的中国士兵应与平民战俘一起被列为“大屠杀遇难者”。
加拿大日裔学者若林正认为，目前最可靠且被广泛认可的南京大屠杀死亡人数是4万至20万之间，同时日本修正主义者和中华人民共和国政府分别对此提出了更低和更高的数字。最低的死亡估计数仅有1万人，而中华人民共和国政府认为约有30万人死亡。

## 背景

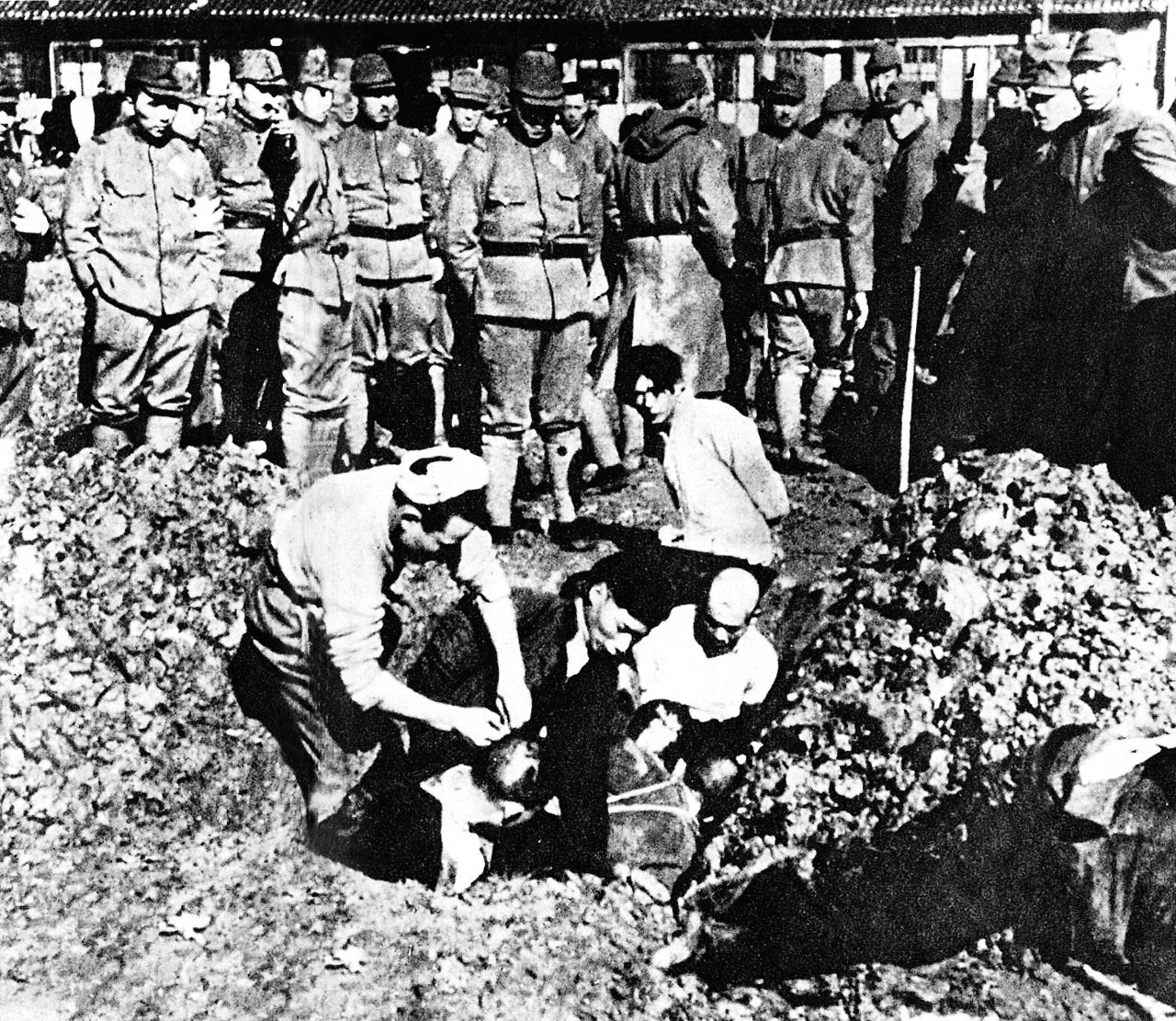
南京大屠殺中，日軍強硬將中國平民押進坑中準備集體活埋。

1937年7月，中日两国于中国北部爆发战争，截止8月，战火已蔓延至上海。在占领上海后，日军决定于12月1日继续其军事行动，推进至上海以西约300公里的中国国民政府的所在地——南京。尽管日军成功包围了南京并于12月13日击败驻扎在那里的中国守军，但城市内只有少数的中国军人正式投降。他们扔掉军装和武器，藏在平民百姓之中。在随后对南京的占领期间，日军在全市范围内追捕藏匿的中国军人，并在很多情况下当场处决。至今爭議的主因是出於日本對華宣傳戰是以皇軍會受到當地歡迎定調，戰爭初期在上海南京的特定軍事行動結束後，甚至反而大力宣傳日本人該協助華人、支持援華投資建立友誼、日中聯手歌舞昇平等提倡，此時若出現中國佔領地反抗慘況的新聞會很奇怪，故在戰場上暴行的档案多半沒有辦法發表，人们只能从其他间接档案中推测实际戰死與處決的人数和损失大小，這造成歷史的斷層。与此同时，日军士兵也犯下了杀害平民、强奸、纵火、抢劫等罪行，因為直到多年的戰後才能被整理，这些案子已經十分模糊，而只能籠统地也列入南京之戰的其他受害者之中，整起事件後世統一稱呼為南京大屠杀。

## 早期估计
南京大屠杀发生一周内，国际上出现了首次报道，对总死亡人数的第一次估计刊登于1938年1月24日的《新中国日报》。澳大利亚记者哈罗德·田伯烈在其著作《外人目睹中之日军暴行》中声称有30万平民被杀害。然而，田伯烈这一数字来源于法国人道主义者饶家驹神父，大屠杀发生时他在上海，所以这也可能包括淞沪会战的平民伤亡。田伯烈在同年晚些时候出版的《日军在华暴行》（Japanese Terror In China）一书中给出了第二次估计，他援引“一名大学外籍教员”的说法指出“近4万名手无寸铁的人在南京城内或城墙附近死亡”。这一信息的来源为定居南京的美国人迈纳·舍尔·贝德士，贝德士在计算中使用了红卍字会的埋葬记录。
直到20世纪40年代末，这两个估计常常被记者和媒体引用。例如， 埃德加·斯诺在他1941年出版的著作《为亚洲而战》（The Battle for China）中称在南京有4万2千人遭到屠杀，在南京与上海总共有30万人遭到屠杀，这显然是基于这些估计。1944年电影《中国战役》指出有4万人在南京大屠杀中遇难。
另一个早期的估计出自中华民国国营的中央通讯社，其在1938年2月报道日本曾在南京屠杀了6-7万战俘。同月中国国民政府代表声称，日军在南京大屠杀中杀害了两万名平民。不过时任中华民国总统蒋中正在1942年的一次演讲中将这一数字提升至“超过20万”。1938年， 中国共产党红军公布总死亡人数为4万2千人。南京安全区国际委员会的德国负责人约翰·拉贝估计有5-6万中国人在南京遭到屠杀，不过这一估计包括军事人员伤亡和平民屠杀。
1945年中日战事结束后，这些估计又被远东国际军事法庭与南京军事法庭的审判结果所取代。后者公布的死亡人数超过30万，法庭也记录了包括43万在内的其他估计。 远东国际军事法庭总结的大屠杀受害者为15.5万，不过在对松井石根将军的判决中这一数字被修改为“超过10万人”。然而，这些审判中控方并未下多大功夫来验证他们对死亡人数估计的准确性，大量可疑且现已不足信的数据被两个法庭采纳。
第一位对南京大屠杀的死亡人数进行学术性估计的是日本历史学家洞富雄，他在1967年的著作《近代战史之谜》（日语：近代戦史の謎）中主张的死亡数字为20万。从那时起大屠杀的死亡人数一直是世界各地的历史学家们讨论的主要议题。但是，辩论中感性的论据和政治干预往往阻碍了人们达成对死亡人数的学术共识。

### 地理范围与持续时间

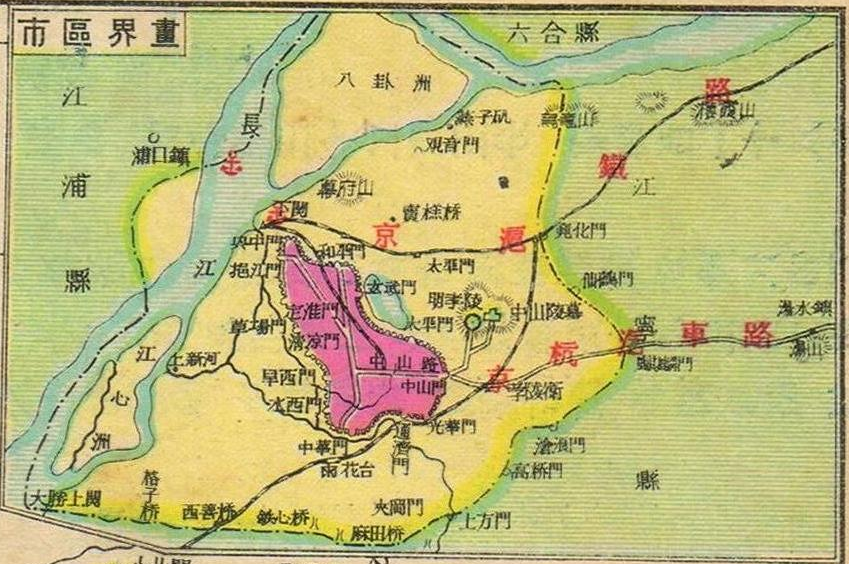
1936年亞新地學社出版的《袖珍中華全圖》的南京市区地图。图中红色部分即南京城，范围小于南京市的行政区域。

## 中華人民共和國政府立場

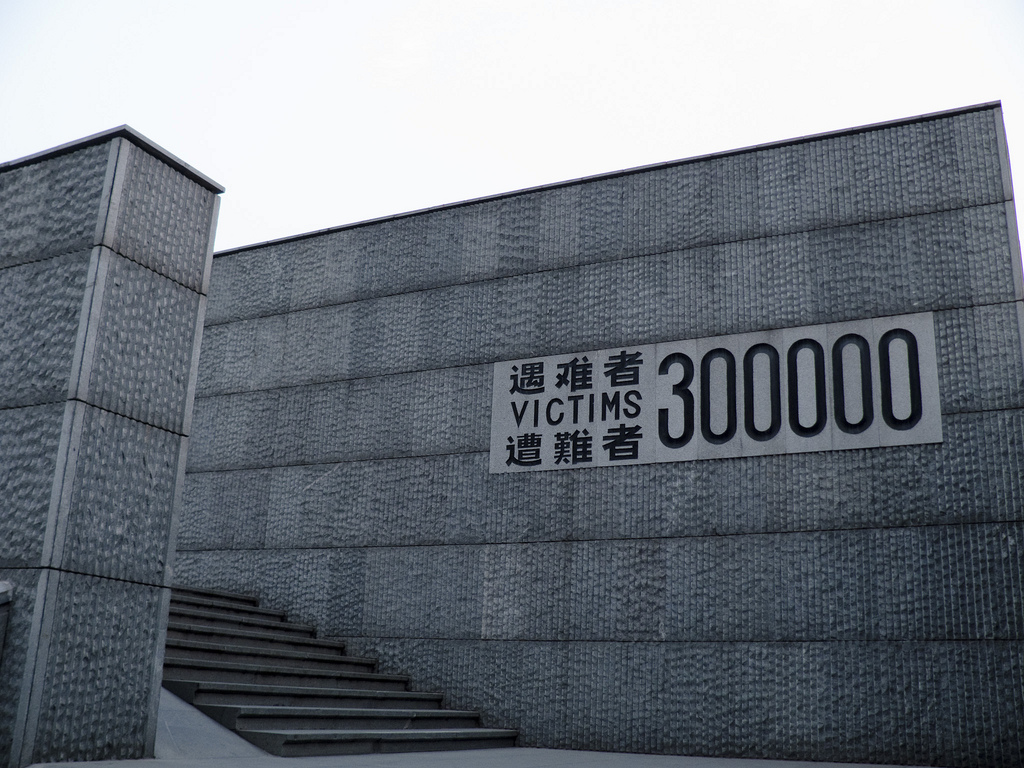
300000受害者的数字写在侵华日军南京大屠杀遇难同胞纪念馆的墙上。